# Woman (álbum de BoA)
Woman es el noveno álbum de estudio coreano de la cantante surcoreana BoA. Fue lanzado el 24 de octubre de 2018 por SM Entertainment y distribuido por Iriver. El disco contiene diez canciones en total, incluyendo el sencillo principal. Woman es el primer álbum de estudio de BoA desde Kiss My Lips (2015).

## Antecedentes y lanzamiento
El 16 de octubre de 2018, fue anunciado que BoA haría su nuevo regreso el 24 de octubre. En el mismo día, SM Entertainment publicó una serie de imágenes y teasers del álbum en sus redes sociales.
El 23 de octubre, la lista de canciones fue revelada con BoA escribiendo seis de las diez canciones.
El disco fue lanzado el 24 de octubre a través de varios sitios de música, incluyendo Melon y iTunes.

## Lista de canciones
| Woman |                   | |                     |          |  |
| N.º   | Título            | Música | Escritor(es)        | Duración |  |
| 1.    | «Woman»           | Jon Hume, Hookman, Ivy Adara | BoA                 | 2:50     |  |
| 2.    | «Like It!»        | Caesar & Loui, DEEZ, Yiva Dimberg                                                                                                 | Seo Ji-eum          | 3:26     |  |
| 3.    | «Irreversible»    | BoA | BoA                 | 3:30     |  |
| 4.    | «Encounter»       | Shaylen Carroll, Joshua Chery, Malachi Cohen, Corry Nitta, MZMC                                                                   | BoA                 | 3:30     |  |
| 5.    | «Little More»     | BoA, Shaun Kim, Brian Cho | BoA                 | 3:57     |  |
| 6.    | «U&I»             | Joy Neil Mitro Deb, Linnea Mary Han Deb, Jinbo, Sumin, Anton Hard Af Segerstad, Micah Premnath, Steven Berghuijs, Jeroen Kerstens | Sumin, Jinbo        | 3:02     |  |
| 7.    | «If»              | BoA, Stainboys | BoA                 | 3:16     |  |
| 8.    | «No Limit»        | BoA, Shaun Kim, Stainboys | BoA                 | 3:27     |  |
| 9.    | «Good Love»       | Jamil «Digi» Chammas, Kenzie, Adrian McKinnon, MZMC                                                                               | Kenzie              | 3:12     |  |
| 10.   | «I Want You Back» | Sonny J Mason Osuji, Karen Poole                                                                                                  | JQ, Makeumine Works | 3:38     |  |
| 33:57 |                   | |                     |          |  |

## Posicionamiento en listas
| Lista (2018)         | Mejor posición |
| -------------------- | -------------- |
| Corea del Sur (Gaon) | 6              |